# Os Quatro Estágios da Crueldade

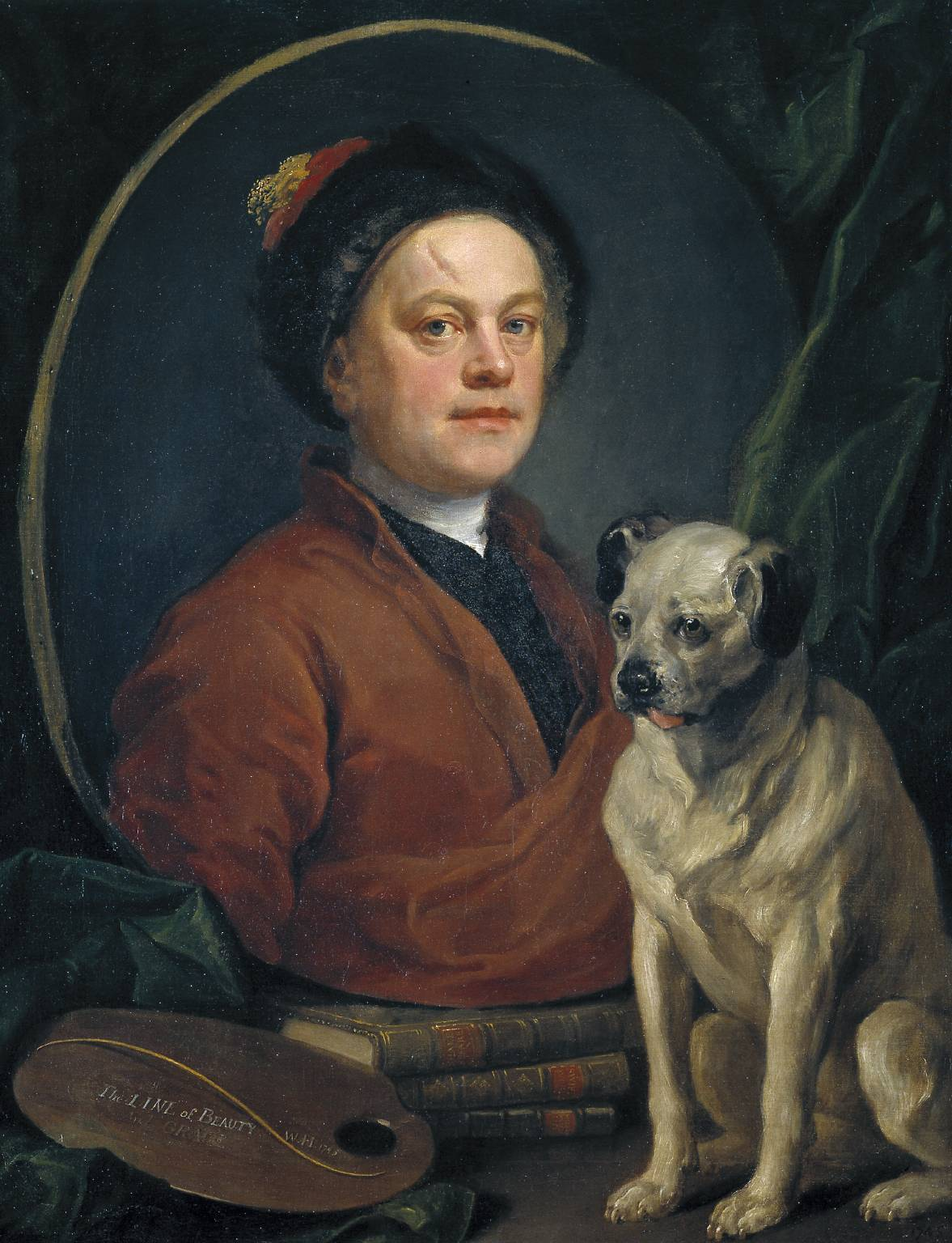
William Hogarth e seu cão Trump, 1745

Os Quatro Estágios da Crueldade é uma série de quatro gravuras publicadas por William Hogarth em 1751. Cada publicação representa um diferente estágio na vida do fictício Tom Nero. Começando com a tortura de um cachorro como se fosse uma criança no Primeiro estágio da crueldade, Nero progride batendo no seu cavalo representando um homem em Segundo estágio da crueldade, e então passa para o roubo, sedução, e assassinato na Crueldade em perfeição. Finalmente, em A recompensa da crueldade, ele recebe o que Hogarth adverte ser o destino inevitável daqueles que começam a descer pelo caminho que Nero estava seguindo: seu corpo é tomado da guilhotina depois de sua execução como um assassino e mutilado por cirurgiões no teatro anatômico.
As publicações tinham a intenção de ser um forma de instrução moral; Hogarth era consternado com a rotina de atos de crueldade que assistia nas ruas de Londres. Emitida em papel barato, as impressões foram destinadas para as classes mais baixas. A série mostra a violência e brutalidade de uma execução e é diferente do toque humorístico comum em outras obras de Hogarth, mas que ele considerava necessária para impressionar sua mensagem sobre o público-alvo. No entanto, as imagens ainda demonstram a riqueza de detalhes e sutis referências que são característicos de Hogarth.

## História
Em comum com outras gravuras de Hogarth, como o Beer Street e Gin Lane, Os Quatro Estágios da Crueldade foi considerado como um aviso contra o comportamento imoral, mostrando o caminho fácil de um simples assassinato a um criminoso convicto. Seu alvo foi corrigir "que tratamentos bárbaros a animais, os muitos sinais de que entregaram as ruas de nossa metrópole tão desoladas a cada mente". Hogarth amava animais, pintando ele mesmo com seu pug em um autoretrato, e markando os túmulos de seus cães e passáros em sua casa em Chiswick.
Hogarth deliberadamente retratou os assuntos das gravuras com pouca sutileza desde que mencionou que as gravuras deveriam ser entendidas por "homens do rank mais baixo" quando visto nas paredes dos workshops ou tavernas. As próprias imagens, com em Beer Street e Gin Lane, foram em desenhos inacabados, faltando as linhas finas de alguns de seus trabalhos. Gravuras finas e trabalho de arte delicado teria tornado as pinturas muito caras para a audiência preterida, e Hogarth também acreditou que um traço arrojado poderia retratar as paixões dos temas tão bem quanto as linhas delicadas, nada que "nem a grande precisão do desenho ou a gravura refinada foram totalmente necessários".
Para assegurar que os impressos fossem vendidos pelo preço certo para alcançar a audiência intencionada, Hogarth originalmente comissionou o cortador de blocos J. Bell para produzir os quatro desenhos como xilogravuras. Mas isto provou ser mais caro que o esperado, então somente as últimas duas das quatro imagens foram moldadas e não foram emitidas comercialmente na época. Em vez disso, Hogarth procedeu a criar as gravuras por conta própria e anunciou a publicação dos impressos, juntamente com esta da Beer Street e Gin Lane, no London Evening Post pelos três dias entre 14 a 16 de fevereiro de 1751. The prints themselves were published on 21 February 1751 e cada um foi acompanhado por um comentário moralista, escrito pelo reverendo James Townley, um amigo de Hogarth. Da mesma forma das primeiras gravuras, como Industry and Idleness, impressos individuais foram vendidos em papel "ordinário" para o 1s. (um shilling), barato o suficiente para ser comprado pelas classes baixas como um significado de instrução moral. As versões "refinadas" foram também dispoíveis em papel "superior" para o 1s. 6d. (one shilling and sixpence), para colecionadores.
Variações em placas III e IV existem das xilografias originais de Bell, situando-se em data mais antiga em 1 de janeiro de 1750, e foram re-impressasas em 1790 por John Boydell, mas exemplares de ambas as xilografias não são comuns.[a]

## Impressos

### Primeiro estágio da crueldade

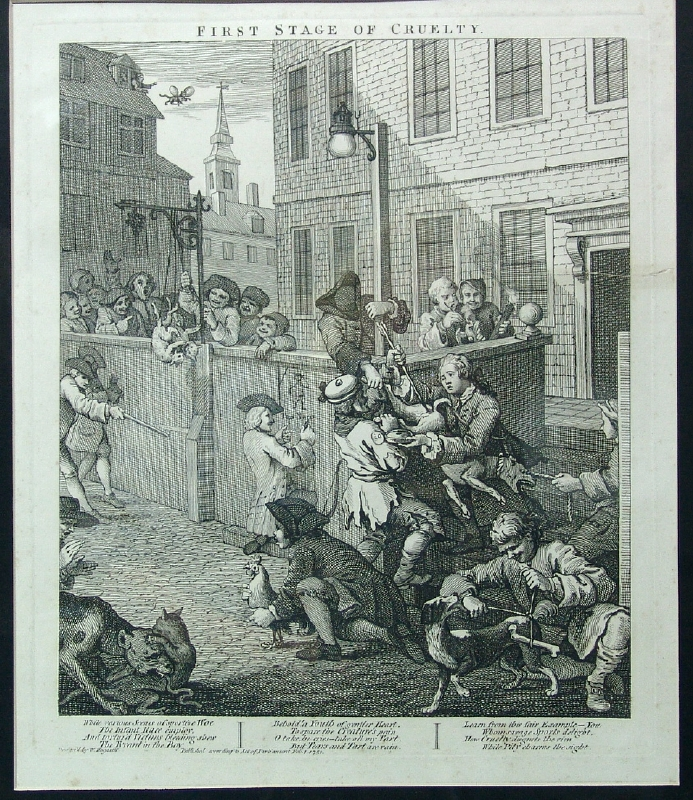
Primeiro estágio da crueldade (Placa I)

No primeiro impresso Hogarth introduz Tom Nero, cujo nome pode ter sido inspirado pelo imperador romano de mesmo nome ou uma contração de "No hero" (não herói). Em destaque no centro da placa, ele é mostrado sendo assistido por outros garotos a inserir uma flecha no reto de um cachorro, uma tortura aparentemente inspirada por um demônio que punindo um pecador em Temptation of St. Anthony de Jacques Callot. Uma distintivo inicial nos ombros de seu casaco de coloração clara e antigo mostra-o ser um pupilo da charity school do parish de St Giles. Hogarth usou esta notória área de favela como o pano de fundo para muitos de seus trabalhos incluindo Gin Lane e Noon, parte da série Four Times of the Day. Um garoto de coração mais gentil, entretanto o dono do cachorro, apela a Nero que pare de atormentar o animal apavorado, mesmo oferecendo comida numa tentativa de acalmá-lo. Este menino supostamente representa um George III novo. A aparência dele é deliberadamente mais agradável que os desordeiros feios e bravos que populavam o resto da pintura, tornado claro no texto no final da cena: